# Schilda

Schilda  est une commune de Brandebourg (Allemagne), située dans l'arrondissement d'Elbe-Elster.